# Palác Ferra
Palác Ferra se nachází v Praze na Novém Městě, v ulici Na Florenci. Jedná se o funkcionalistickou budovu, která byla postavena v roce 1928 podle projektu Josefa Karla Říhy (žáka Jana Kotěry) pro společnost Ferra. Ta patřila rodu Bondyů, který podnikal ve velkoobchodě s železem již od roku 1829. Společnosti Ferra patřil i památkově chráněný administrativní a skladový areál v Praze-Holešovicích (1928-9, arch. Josef Kříž). V ústředním sídle na Novém Městě měla Ferra kanceláře a prodejnu, sídlila zde i řada dalších společností. Společnost byla v roce 1945 znárodněna a objekt Na Florenci 3 pak sloužil převážně veřejným a kulturním funkcím: postupně zde byl umístěn berní úřad a národní výbor pro tehdejší Prahu 3, nakladatelství Svoboda, Krátký film, redakce některých kulturních a literárních časopisů, část nakladatelství Odeon. V roce 1992 přešel dům do vlastnictví státu a ten jej roku 1998 převedl Akademii věd ČR pro akademické ústavy humanitních zaměření. V současnosti (2019) v objektu sídlí Ústav pro jazyk český, Masarykův ústav a Archiv AV ČR, Etnologický ústav, Kabinet klasických studií Filozofického ústavu, redakce časopisů Vesmír a Tvar a Francouzský ústav pro výzkum ve společenských vědách CEFRES.

## Fotogalerie

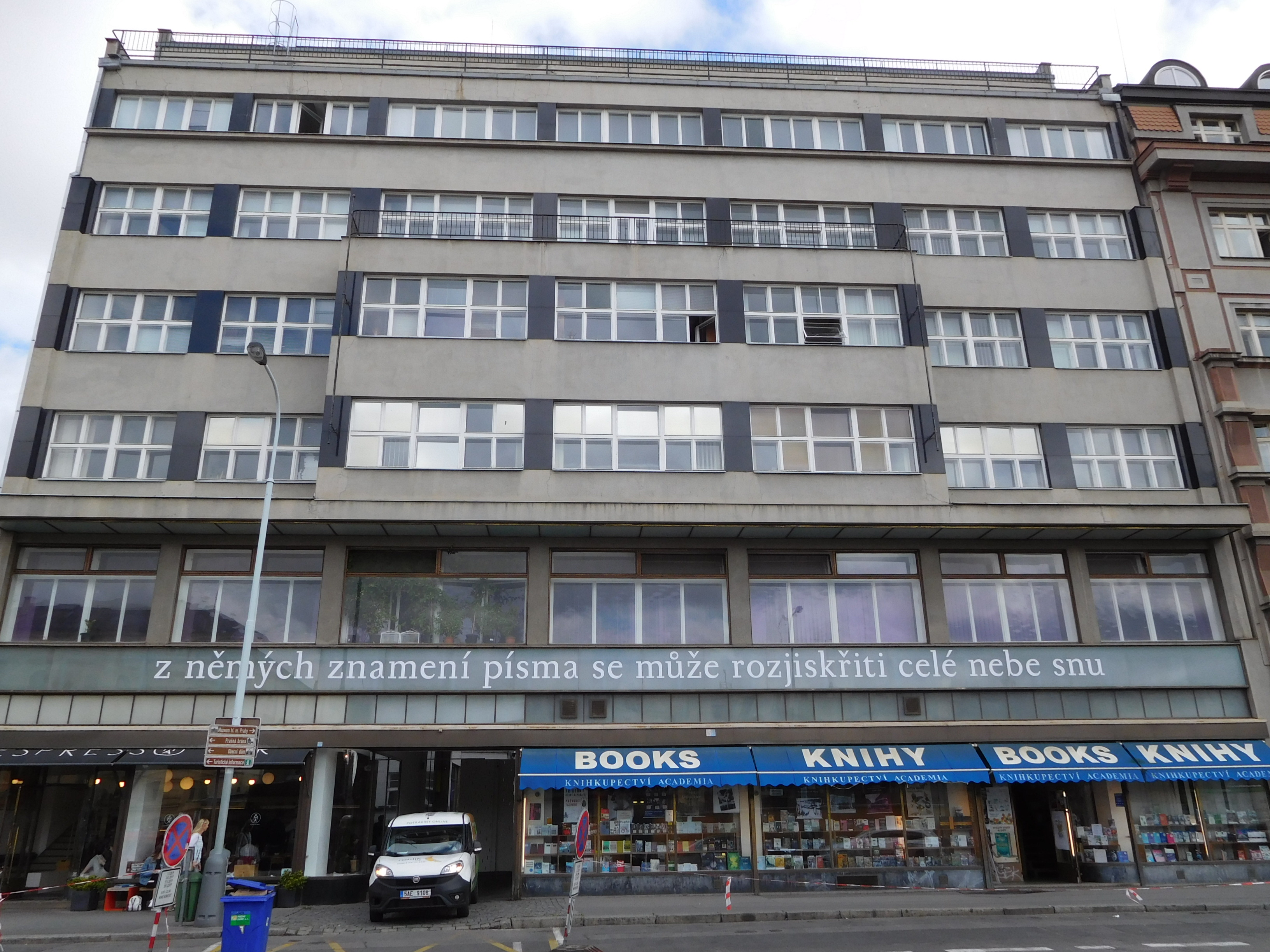
Celkový pohled
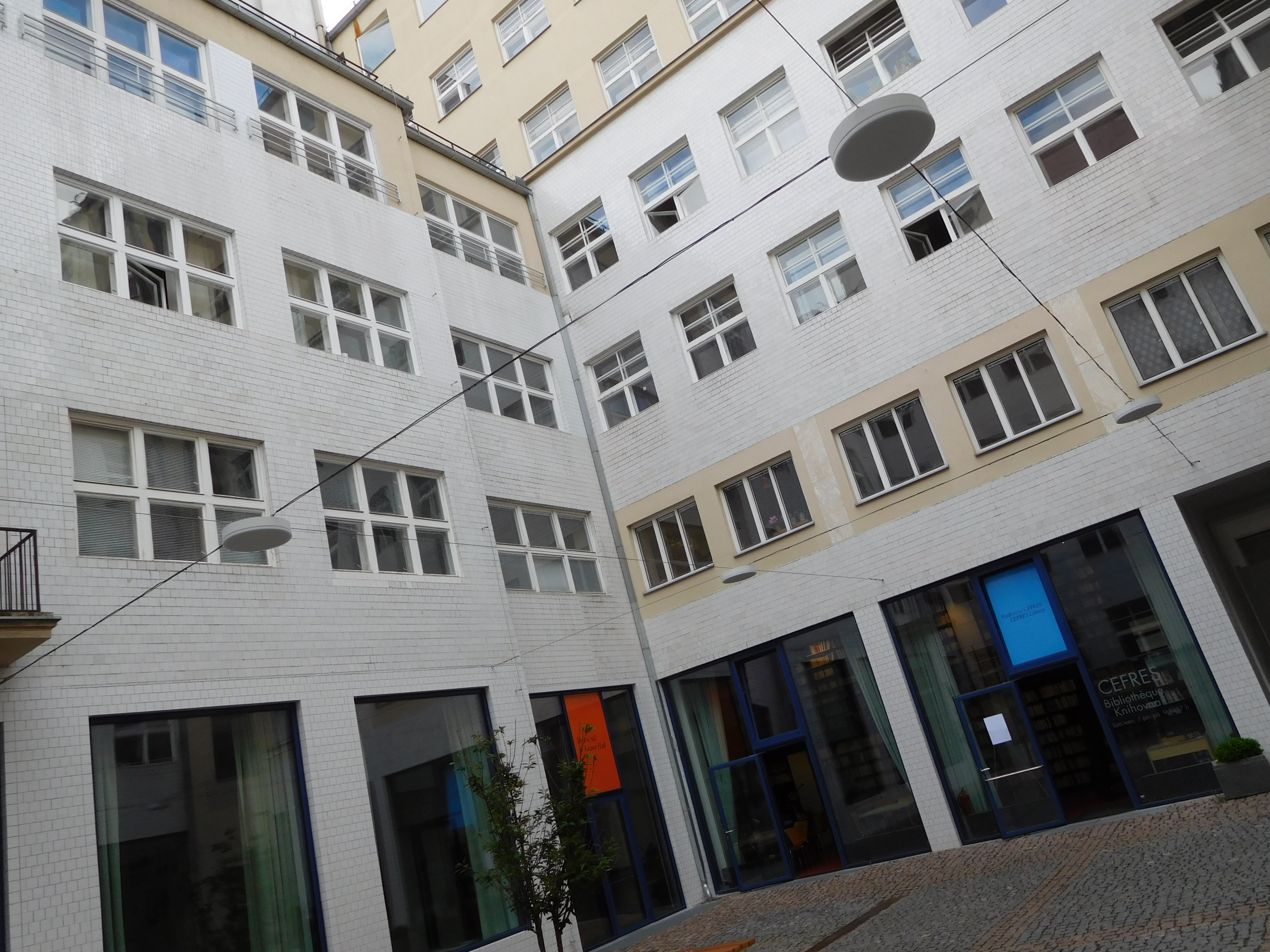
Nádvoří
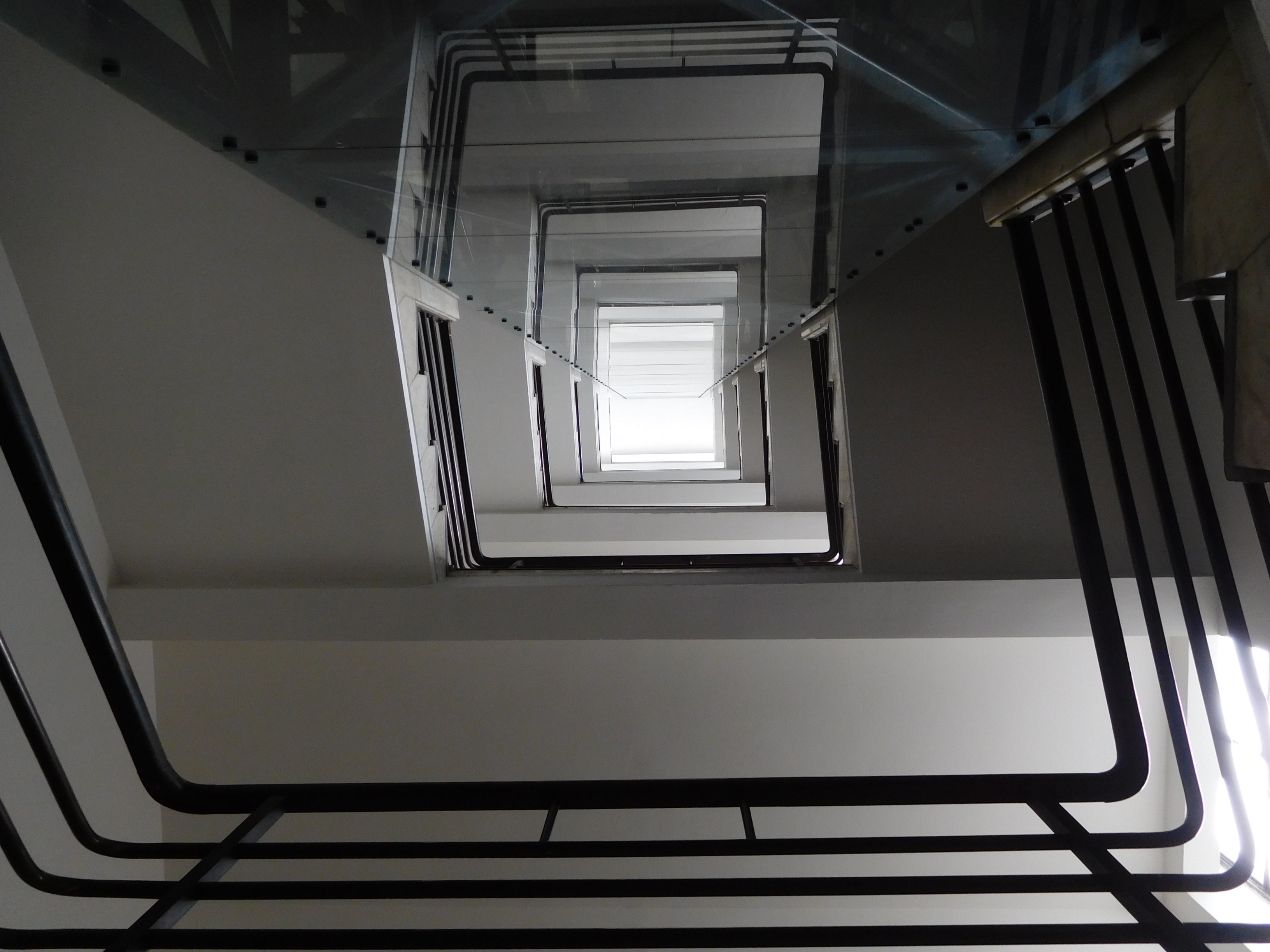
Průhled schodištěm
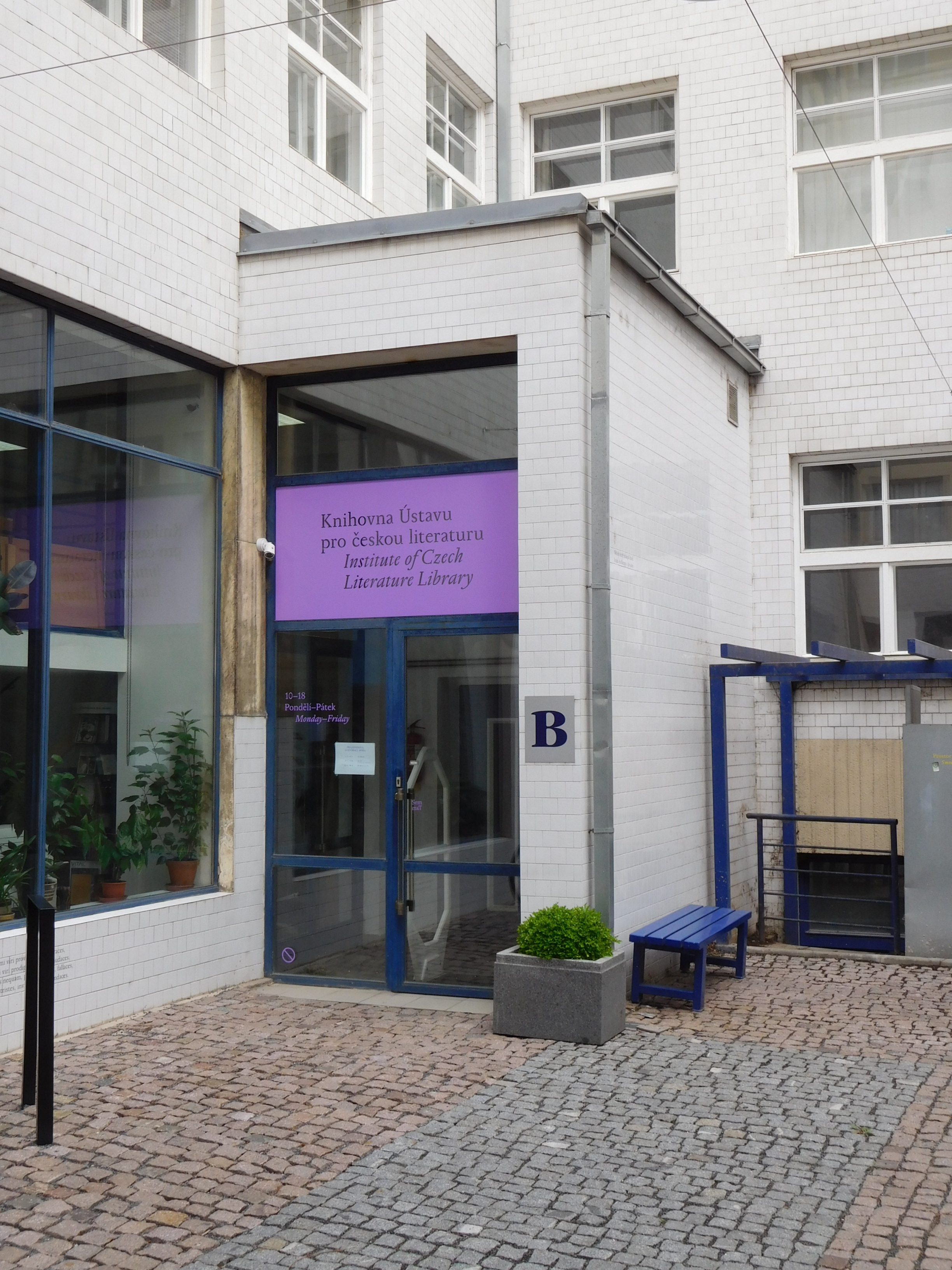
Knihovna ÚČL
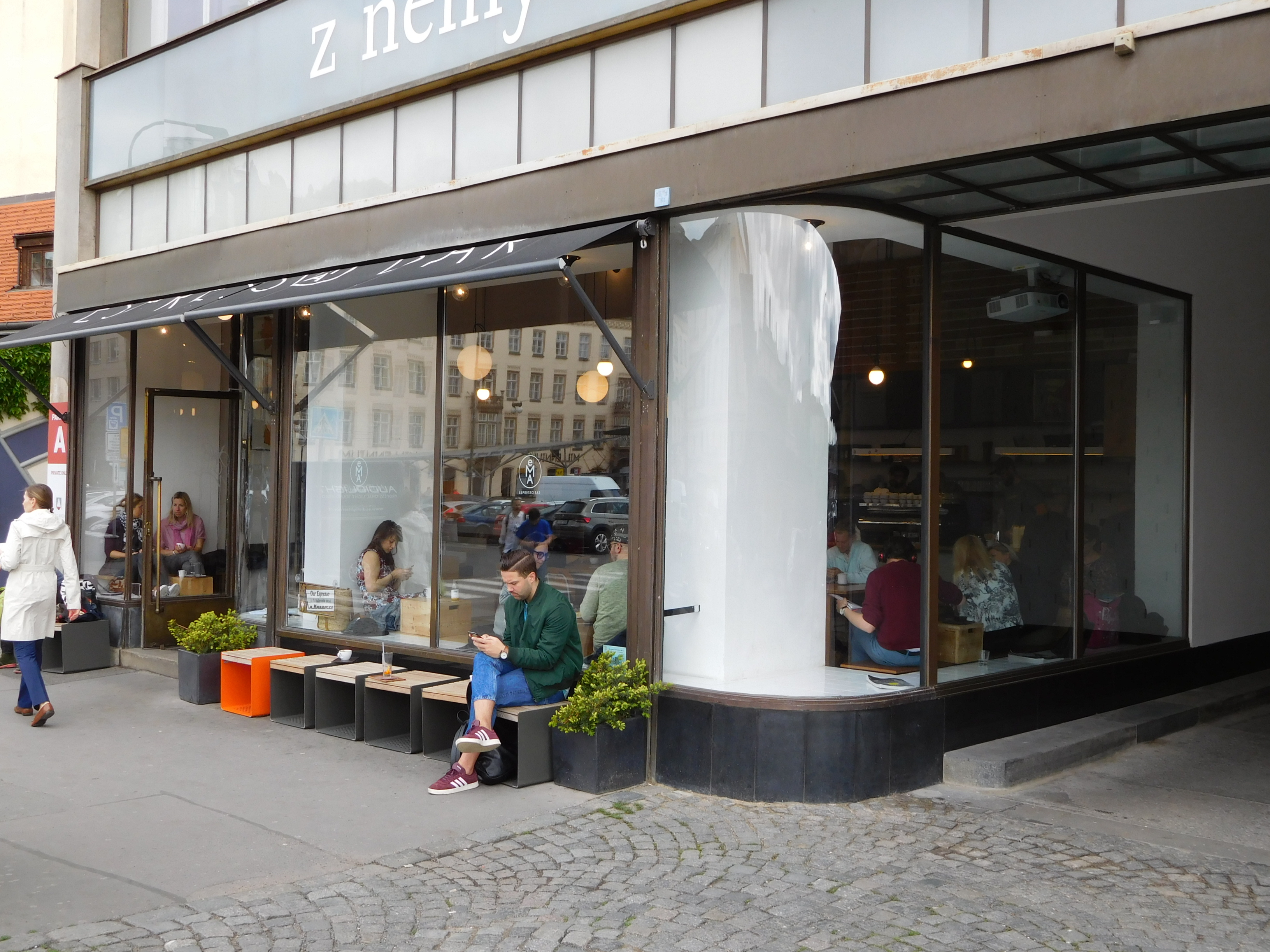
Kavárna